# Bernardus Paludanus

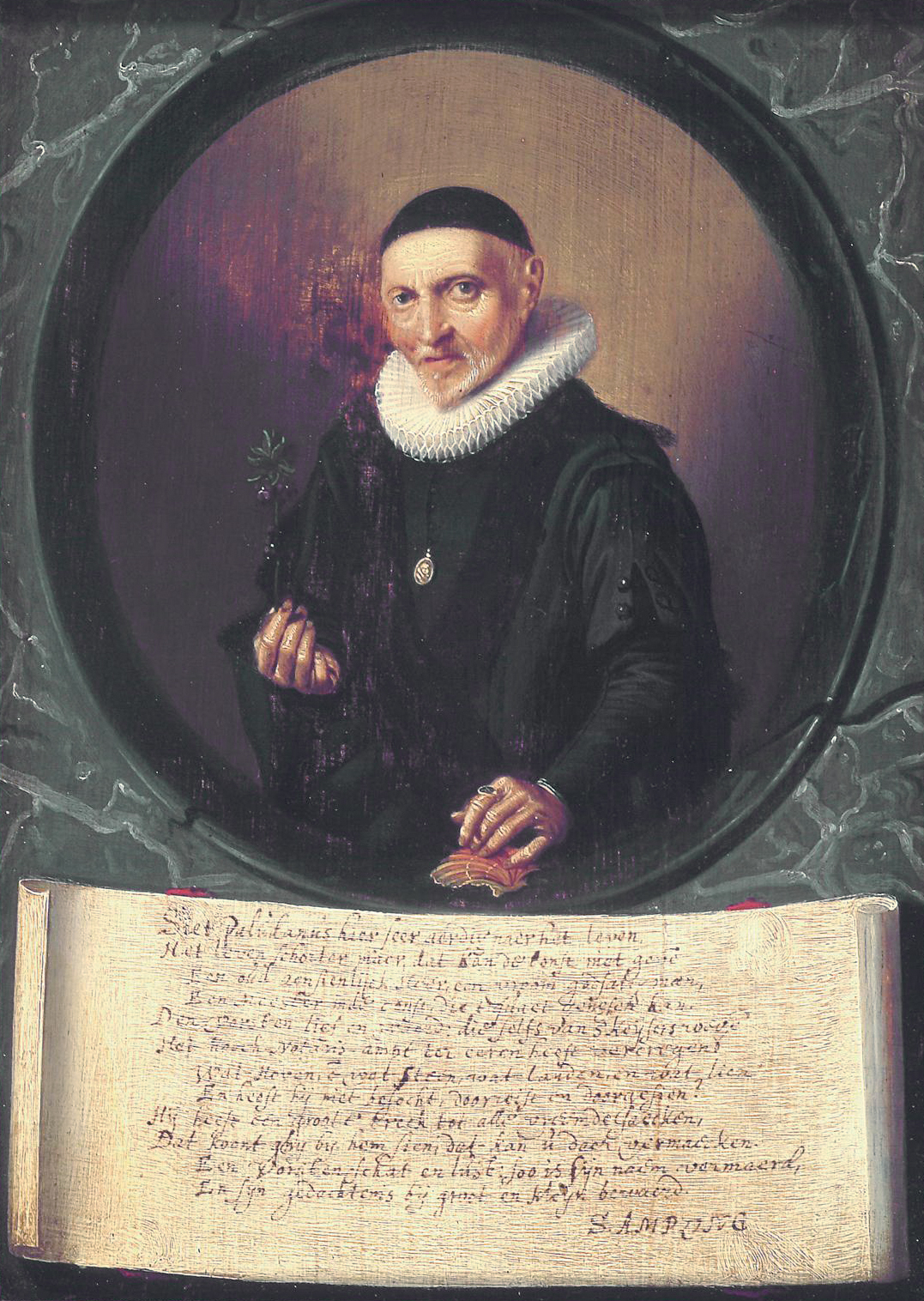
Bernhardus Paludanus (door Hendrick Gerritsz. Pot).

Bernardus Paludanus (Steenwijk, 28 oktober 1550 - Enkhuizen, 1633) was een Nederlands wetenschapper en arts.
Hij is vooral beroemd geworden om zijn rariteitenkabinet. Dit rariteitenkabinet was het eerste kabinet van belang in Nederland. Uit heel Europa kwamen bezoekers voor zijn verzameling. Als wetenschapper correspondeerde Paludanus met veel bekende geleerden en hij was bevriend met veel bekende personen. In het boek Itinerario van Jan Huyghen van Linschoten heeft Paludanus aantekeningen nagelaten, maar verder heeft hij geen gedrukte boeken nagelaten.

## Rariteitenkabinet
Veel voorwerpen in het kabinet heeft Paludanus verzameld tijdens zijn reizen. Daarnaast profiteerde hij van de vele voorwerpen die meegenomen werden door zeelieden en ontdekkingsreizigers die de toenmalige machtige VOC-stad Enkhuizen aandeden. In de vele kastjes en schuifladen bevonden zich naturalia zoals koralen, schelpen, gesteentes, gedroogde planten en zaden. De wanden van het kabinet waren behangen met opgezette dieren, gedroogde vissen en huiden. Zijn verzameling menselijke gebruiksvoorwerpen omvatte wapens, kleding en siervoorwerpen uit het huidige China, Japan, Indonesië, Brazilië, West-Afrika en Noord-Amerika. De collectie van Paludanus inspireerde Ernst Brinck, die in Harderwijk een vergelijkbaar kabinet had.

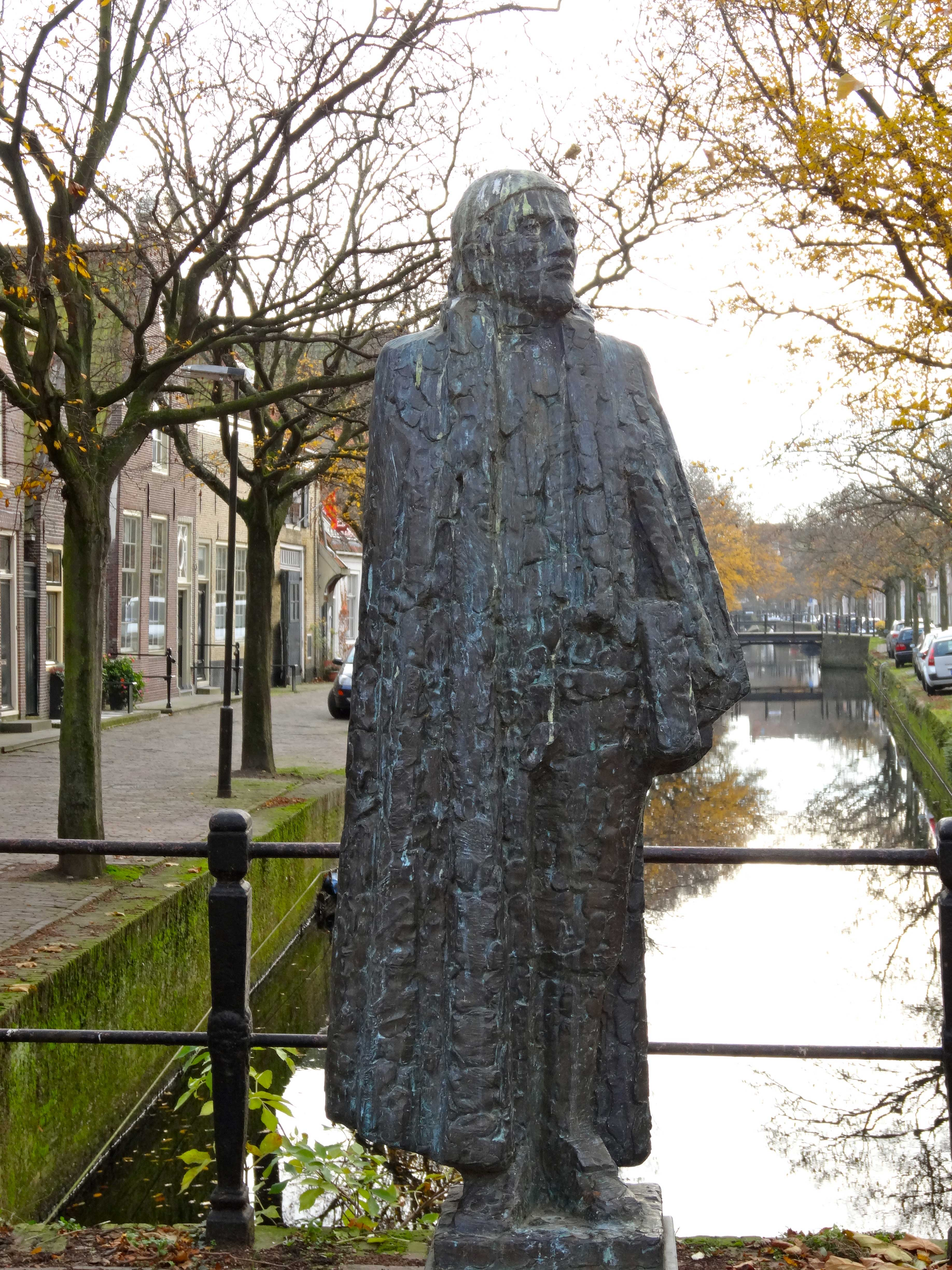
Standbeeld van Paludanus in Enkhuizen.

## Opleiding en carrière
Paludanus werd geboren als Berent ten Broecke in Steenwijk. Hij volgde waarschijnlijk onderwijs in Steenwijk en Zwolle, en vervolgde zijn opleiding in Padua in Italië. Hij promoveerde op filosofie en medicijnen. Tijdens zijn studietijd en daarna heeft Bernardus Paludanus reizen gemaakt door het huidige Engeland, Israël, Syrië, Egypte en geheel Midden-Europa. In 1581 keerde hij terug naar Zwolle en werd daar benoemd tot stadsdokter. Al snel verhuisde hij echter naar Enkhuizen waar hij eveneens stadsdokter was. Hij legde er ook een kruidhof aan.
In 1591 heeft de Universiteit van Leiden geprobeerd Bernardus Paludanus aan te trekken als Praefectus Horti, de directeur van de nieuw aan te leggen Hortus Botanicus. De universiteit wilde hem graag hebben inclusief zijn rariteitenkabinet : "met alle zijne 'tsamen vergaerde seltsaemheden, zo van cruyden, vruchten, spruytsels, gedierten, schepselen, mineralen, aerde, veninen, gesteenten, marmeren, coralen etc. ende andere die hij heeft". Uiteindelijk zag Paludanus af van deze betrekking, omdat zijn echtgenote niet wilde vertrekken uit Enkhuizen. De Leidse universiteit heeft toen Carolus Clusius aangetrokken, met wie Paludanus een correspondentie voerde.
Het is mogelijk dat hij een initiërende heeft gespeeld bij het tot stand komen van de librije in Enkhuizen. Hij omschreef zichzelf in ieder geval in 1628 als de 'primus fundator' van de librije.

## Privéleven
In 1583 trouwde hij met Mechtelt van Twenhuizen en samen kregen zij één kind. Na de vroege dood van zijn vrouw huwde hij twee jaar later in 1585 Catharina Robberts, de weduwe van kapitein Steven van Zuilen. Uit haar eerdere huwelijk had zij reeds een kind. Met zijn tweede vrouw kreeg Paludanus acht kinderen, van wie er vier op jonge leeftijd kwamen te overlijden. Na de dood van zijn tweede vrouw Catharina Robberts trad hij voor de derde keer in het huwelijk met Hilleke ten Loo, die echter korte tijd later zou komen te overlijden.

## Na zijn dood
Bernardus werd 82 jaar en stierf in 1633 in Enkhuizen. In deze stad is nog steeds een standbeeld van hem te vinden. Na zijn dood is zijn verzameling in 1634 openbaar te koop aangeboden. Dit was de eerste bekende openbare verkoop van een verzameling in Nederland. Om onbekende redenen heeft de verzameling uiteindelijk achttien jaar te koop gestaan, tot het in 1651 door hertog Friedrich III (1597-1659) van Sleeswijk-Holstein-Gottorf werd opgekocht. De verzameling werd verscheept naar Gottorf, waar de bibliothecaris van hertog Friedrich III, Adam Olearius, conservator werd en een nauwkeurige en bewaarde catalogus maakte. Na de verovering van het gebied door Denemarken is de verzameling in 1750 verscheept naar Kopenhagen waar het zich nog steeds in het koninklijk museum, The King's Kunstkammer, bevindt.